# 적응 제어
적응 제어(adaptive control)는 제어 이론의 한 분야로서, 제어대상인 시스템의 수학적 모델에 미지(unknown)의 불확실성(uncertainty)이 존재하는 경우에 대하여, 제어기의 구조나 제어 파라메터를 적절하게 변경하여 주어진 요구성능을 만족하도록 하는 제어기의 설계이론을 다룬다. 이때, 고려하게 되는 불확실성은 미지의 상수 파라메터(unknown constant parameters)이거나, 혹은 상대적으로 느리게 변하는 파라메터라 가정하게 된다. 적응 제어이론을 적용할 수 있는 경우의 예를 들면, 로켓의 경로를 제어함에 있어 로켓이 연료를 지속적으로 소모함으로써 로켓의 질량과 관성 모멘트의 정확한 값을 알기 힘들 경우, 또는 다양한 무게의 부하(load)를 운반할 수 있는 물류로봇의 제어 등과 같은 예를 들 수 있다.
적응제어와 마찬가지로 제어대상의 모델에 포함된 불확실성을 다루는 제어이론으로는 강인 제어(robust control)가 있는데, 강인 제어와 적응 제어간의 차이점을 설명하면 다음과 같다.
- 적응 제어에서는 주로 미지의 상수 (혹은 상대적으로 느리게 변하기 때문에 제어기 설계의 입장에서 상수로 가정할 수 있는) 파라메터에 대한 제어기의 설계를 다루는 한편, 강인 제어에서는 불확실성이 상대적으로 빠르게 변하는 파라미터인 경우 뿐만 아니라, 미지의 외란 혹은 모델링에 포함되지 않는 동역학 성분인 경우에 대해서도 다루게 된다.
- 적응 제어의 경우 대개 미지항의 크기에 제한을 두지 않는 데 반해, 강인 제어에서는 불확실성의 크기가 알려진 한계 이내로 제한되어 있다고 가정한다.
- 적응 제어는 미지항에 의한 제어 오차를 측정하고 이를 이용하여 적절하게 제어 파라메터를 변환하는 방법을 사용하는 데 반해, 강인 제어는 일정한 한도 이내의 불확정성에 의해서 제어 시스템의 안정성(stability)과 성능(performance)이 크게 영향을 받지 않도록 하는 고정된 제어기를 설계하는 것에 초점을 맞춘다.

최근 들어서는 적응 제어와 강인 제어를 접목한 적응-강인 제어에 대한 연구도 활발히 진행되고 있다.

## 같이 보기
- 강인 제어(robust control)